# Aeroportul Buckland
Aeroportul Buckland (IATA: BKC, ICAO: PABL, FAA LID: BVK) este un aeroport din Alaska, Statele Unite ale Americii ce deservește zona Buckland⁠(d). Aeroportul a fost tranzitat în 2019 de 9.106 pasageri. A fost numit după zona deservită.
Situat la o altitudine de 9 m, aeroportul dispune de 1 pistă. Este operat de Alaska Department of Transportation & Public Facilities⁠(d).

## Infrastructură

### Piste
Aeroportul dispune de o singură pistă. Pista 11/29 are suprafața de pietriș și dimensiunile 3.200 picioare × 75 picioare. 